# Odontoporella turrita
Odontoporella turrita är en mossdjursart som först beskrevs av Osburn 1952.  Odontoporella turrita ingår i släktet Odontoporella och familjen Hippoporidridae. Inga underarter finns listade i Catalogue of Life.